# Зарядное устройство
Зарядное устройство — электронное устройство для заряда электрических аккумуляторов и аккумуляторных батарей энергией внешнего источника. 
Большинство бытовых зарядных устройств действовует от сети переменного тока (разг. зарядка, ЗУ). 
Широкое распространение получили переносные зарядные устройства для заряда смартфонов и другой бытовой электроники (пауэрбанк), а также для запуска автомобилей (пусковое устройство, пуско-зарядное устройство, внешний аккумулятор, разг. бустер, джампер, стартер, джамп-стартер).
Включает в себя преобразователь напряжения (трансформатор или импульсный блок питания), выпрямитель, стабилизатор напряжения, и по необходимости устройство контроля процесса заряда, средства индикации (стрелочный или светодиодный амперметр/вольтметр).
Характеристики зарядных устройств зависят от типа аккумуляторов, рабочего напряжения, номинальной ёмкости.
Зарядные устройства могут быть встроенными и внешними.
Зарядные устройства для заряжаемых автомобилей (электромобилей и заряжаемых гибридов), расположенные в общественных местах, называют зарядными станциями.

## Зарядные и пуско-зарядные устройства аккумуляторов автомобиля
Зарядные устройства автомобильных аккумуляторных батарей являются внешними, запитываются от сети 220—230 В переменного тока штепсельным разъёмом и снабжены зажимами-крокодилами для присоединения к клеммам аккумуляторной батареи.
Пуско-зарядное устройство (ПЗУ) для автомобильных аккумуляторных батарей используется не только для зарядки автомобильных аккумуляторных батарей, но также и для запуска автомобильного двигателя электрическим стартером при севшей батарее (без предварительной полной зарядки самой батареи). При этом может использоваться как методика пуска двигателя с предварительной частичной подзарядкой штатной аккумуляторной батареи в течение нескольких минут, так и запуск двигателя при полном разряде штатной батареи с немедленным запуском. Запуск достигается за счёт возможности ПЗУ выдавать в несколько раз бо́льший ток, чем просто зарядное устройство (ЗУ — предназначенное только для зарядки аккумуляторной батареи). Как следствие, ПЗУ обладает существенно бо́льшей массой и габаритами, нежели простое зарядное устройство.

### Маркировка зарядных устройств для зарядки автомобильных аккумуляторов
А В/С, где А — название зарядного устройства, В — максимальная ёмкость аккумуляторной батареи в А⋅ч, который целесообразно заряжать этим зарядным устройством, С — максимальное значение напряжения аккумуляторной батареи, который целесообразно заряжать этим зарядным устройством.
При превышении параметра В значения 170 А зарядное устройство может быть использовано не только для зарядки, но и для помощи при запуске двигателя.
- Автоматическое зарядное устройство позволяющее проводить десульфатацию автомобильных аккумуляторных батарей
- Зарядно-пусковое устройство позволяющее заводить автомобиль «прикуриванием»
- Автоматическое зарядное устройство для автомобильных аккумуляторных батарей со светодиодной индикацией
- Зарядное устройство с возможностью автоматического режима зарядки и ручного управления зарядкой

## Зарядные устройства литиевых аккумуляторов
Зарядные устройства для литий-ионных и литий-полимерных аккумуляторов имеют свои особенности, поскольку перезаряд и глубокий разряд может привести к выходу аккумулятора из строя. Основной способ заряда литий-ионных и литий-полимерных аккумуляторов, рекомендуемый производителями, это заряд постоянным током с контролем тока заряда и напряжения на выводах аккумулятора. Для этого предназначены специализированные, зачастую встроенные в аппаратуру зарядные устройства с использованием специализированных контроллеров.
- Зарядное устройство для заряжания 7,2 В литий-ионной аккумуляторной батареи видеокамеры
- Зарядное устройство для заряжания 3,7 В литий-ионного аккумулятора типоразмера 18650 от 5 В USB-порта вмонтировано в фонарик в котором он используется

## Беспроводное зарядное устройство
Беспроводное зарядное устройство / Индукционное зарядное устройство применялось, с конца 2000-х годов, во многих мобильных устройствах, например в Palm Pre (2009)
Также применяется на электротранспорте и существуют разработки по беспроводному заряду электромобилей.
- Индуктивное Qi-зарядное устройство с кабелем подсоединения к источнику электричества
- Электродинамический фонарик со встроенным динамо для подзарядки аккумулятора
- Портативный радиоприёмник со встроенным динамо для подзарядки аккумулятора
- Светодиодный фонарик с катушкой индуктивности с подвижным постоянным магнитом и малогабаритным аккумулятором

В 2020 году беспроводные зарядки для смартфонов достигли мощности 50 Вт (например, Xiaomi) и, вероятно, конкуренция заставит шагнуть за этот предел. Подобная тенденция угрожает засорить радиоэфир помехами и нанести вред различным службам радиосвязи; готовятся законодательные меры по предотвращению роста мощности..

## Промышленные зарядные устройства
Промышленные зарядные устройства представляют собой блоки с электронной аппаратурой, размещаемые в цехе зарядной станции (или специализированном помещении). Такая аппаратура предназначена для одновременного обслуживания нескольких аккумуляторных батарей и позволяет выполнять различные долговременные операции (заряд-разряд, заряд импульсными токами), в том числе и в автоматическом режиме.
- Зарядная станция свинцово-кислотных аккумуляторных батарей
- Зарядное устройство электробуса для подзарядки аккумуляторных батарей на остановке
- Зарядные станции аккумуляторов портативных радиостанций
- Зарядное устройство ЗД-6 для электростатической зарядки индивидуальных дозиметров типа ДКП-50А, ИД-1, ИД-02 (ДК-02)

## Примеры с фото различных зарядных устройство
- Зарядная станция для мобильных устройств
- Зарядный автомат для мобильных устройств
- Общественное зарядное устройство с USB-разъёмами, вмонтированное в панель с картой на станции метрополитена
- Зарядное устройство с USB-разъёмами, вмонтированное в поручень автобуса
- Электрозарядная станция для электромобилей

Зарядные устройства портативных и мобильных устройств
- Зарядное устройство (блок питания) сотового телефона, ограниченное разъёмом подключаемого устройства для зарядки, выдаваемым напряжением и силой тока, на которые рассчитано
- Зарядное устройство для плоских 3,7-В литий-ионных аккумуляторов телефонов и других устройств, ограниченное производителем расположением контактных площадок и размерами аккумулятора, на заряжание которых рассчитан
- На переднем плане — 2 аккумуляторные батареи фотоаппарата и зарядное устройство к ним
- Устройство платы зарядного устройства «Canon CB2LTE»
- Аккумуляторный шуруповёрт и зарядное устройство
- Устройство зарядного устройства «Bosch AL1105CV»

Зарядные устройства типовых аккумуляторов
- Зарядное устройство со светодиодной индикацией для заряжания аккумуляторов типоразмеров AA, AAA и аккумуляторных батарей типа «Крона»
- Автоматическое цифровое «интеллектуальное» 4-канальное зарядное устройство для зарядки разных типоразмеров цилиндрических аккумуляторов с возможностью корректировки процесса заряда
- Портативное зарядное устройство для 2 аккумуляторов типоразмера АА с питанием от USB-порта
- Аккумуляторы типоразмера АА со встроенной платой, обеспечивающей зарядку от USB-порта
- Миниатюрные дисковые никель-кадмиевые аккумуляторы Д-0,26, Д-0,06 и зарядное устройство ЗУ-3 для аккумулятора Д-0,06

Универсальные и USB зарядные устройства
- Универсальное зарядное устройство для заряжания малогабаритных аккумуляторов и аккумуляторных батарей разного типа и формфактора с автоматической и ручной предустановкой режимов заряда
- Универсальное зарядное устройство типа «лягушка» для заряжания плоских с разными размерами и расположением контактных площадок литий-ионных аккумуляторов телефонов, фотоаппаратов и других устройств
- USB-зарядное устройство (блок питания), встроенное в электророзетку, выдающее стандартное для USB 5-В напряжение питания
- Универсальное зарядное устройство (блок питания) с USB-выходом подключаемое к сети 220 В, непосредственно управление зарядки осуществляет само мобильное устройство, в котором установлен аккумулятор
- Пример устройства зарядного устройства (блока питания) с USB-выходом
- Пример автомобильного зарядного устройства (блока питания) с 2 USB-выходами, подключаемого в гнездо прикуривателя

Внешние аккумуляторы (портативные автономные блоки питания)
- Устройство простейшего повер-банка с USB-гнездом, платой-преобразователем и литий-ионным аккумулятором типоразмера 18650
- Повер-банк с 2 никель-металл-гидридными аккумуляторами типоразмера АА с возможностью их подзарядки встроенной солнечной батареей
- Переносная солнечная батарея для зарядки мобильных устройств и встроенного аккумулятора
- Универсальный повер-банк с 5 USB-портами и несколькими напряжениями питания устройств